# Bruno Besson
Bruno Besson (ur. 26 września 1979 roku w Saint-Germain-en-Laye) – francuski kierowca wyścigowy.

## Kariera
Besson rozpoczął karierę w wyścigach samochodowych w 1996 roku od startów we Francuskiej Formule Renault. Z dorobkiem sześciu punktów uplasował się tam na dwudziestej pozycji w klasyfikacji generalnej. Rok później w tej samej serii był już dziewiąty. W późniejszych latach pojawiał się także w stawce Europejskiego Pucharu Formuły Renault (mistrz w 1998), Masters of Formula 3, French GT Championship, Grand Prix Makau, Formuły 3 Korea Super Prix, Europejskiego Pucharu Formuły 3, Francuskiej Formuły 3, Formuły Palmer Audi, World Series by Nissan, Le Mans Endurance Series, 24h Le Mans, Francuskiego Pucharu Porsche Carrera oraz Le Mans Series.
W World Series by Nissan Francuz startował w 2003 roku. W ciągu osiemnastu wyścigów, w których wystartował, trzykrotnie stawał na podium. Uzbierane 95 punktów dało mu dziewiąte miejsce w końcowej klasyfikacji kierowców.